# Szatmári Múzeum
A Szabolcs-Szatmár-Bereg vármegyei Mátészalka városában 1974-ben nyitották meg a Szatmári Múzeumot.

## Előzmények
Az egykori Szatmár vármegyében a többnyire földmunkák során előkerült régiségek eleinte néhány tekintélyes iskola, így a szatmári református gimnázium, a nagykárolyi piarista gimnázium, a nagybányai állami gimnázium könyvtárai mellett létrehozott gyűjteményekbe kerültek. Egyes leleteket viszont közvetlenül a Debreceni Református Kollégiumba juttattak el. Ez a gyakorlat részben fennmaradt egészen 1955-ig, bár 1938, a Déri Múzeum megalapítása után a szatmári leletek mind nagyobb számban oda jutottak.

## Története
A Szatmári Múzeum alapjait Márton Árpád gimnáziumi tanár és tanítványai rakták le 1956-tól. Az intenzív gyűjtőmunkájuk eredményeképpen növekvő anyagnak eleinte a gimnázium alagsora adott otthont. 
A gyűjteményt 1963-ban a Művelődésügyi Minisztérium Múzeumi Főosztálya Szatmári Múzeum néven tájmúzeummá nyilvánította. A múzeumnak azonban nem volt épülete, anyagát nem tudta raktározni, még kevésbé kiállítani.
1973-ban a múzeum megkapta a volt főispáni lakás épületét, élére pedig 1974. július 1-jével kinevezték Farkas József múzeumigazgatót. 1992-től Cservenyák László a múzeum igazgatója.

## Gyűjteményei
A tágas udvar szatmári típusú félereszek, színek építésével lehetőséget adott közlekedési eszközök (szekerek, szánok, taligák, gazdasági eszközök stb.) tárolására és kiállítására.
A jelenleg közel 100 darabot számláló szekérkocsi- és hintógyűjtemény Közép-Európában a legnagyobb; gazdagon illusztrálja a népi teherhordás, a polgári és nemesi személyszállítás közlekedési eszközeit.

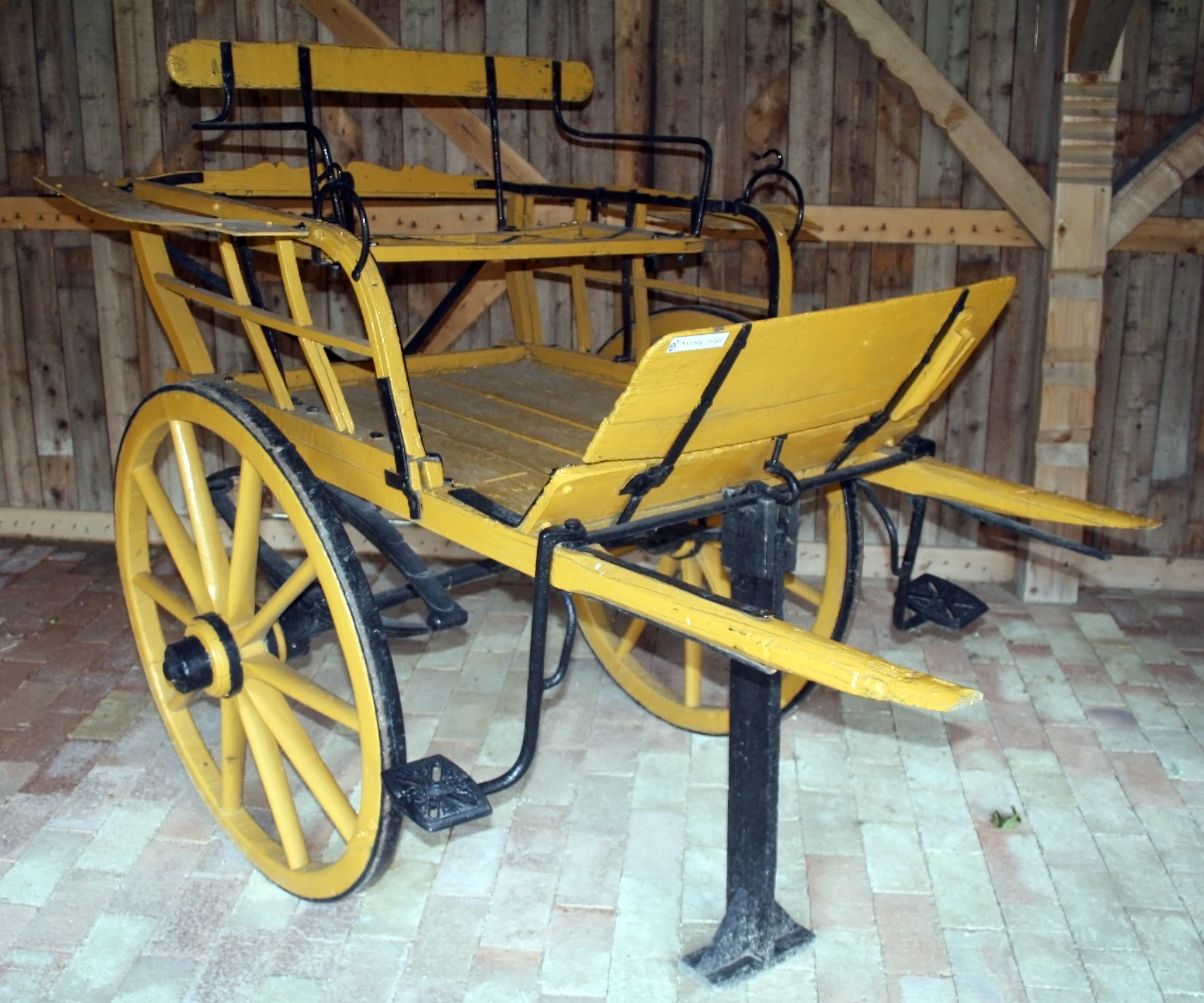
Nyírségi taliga
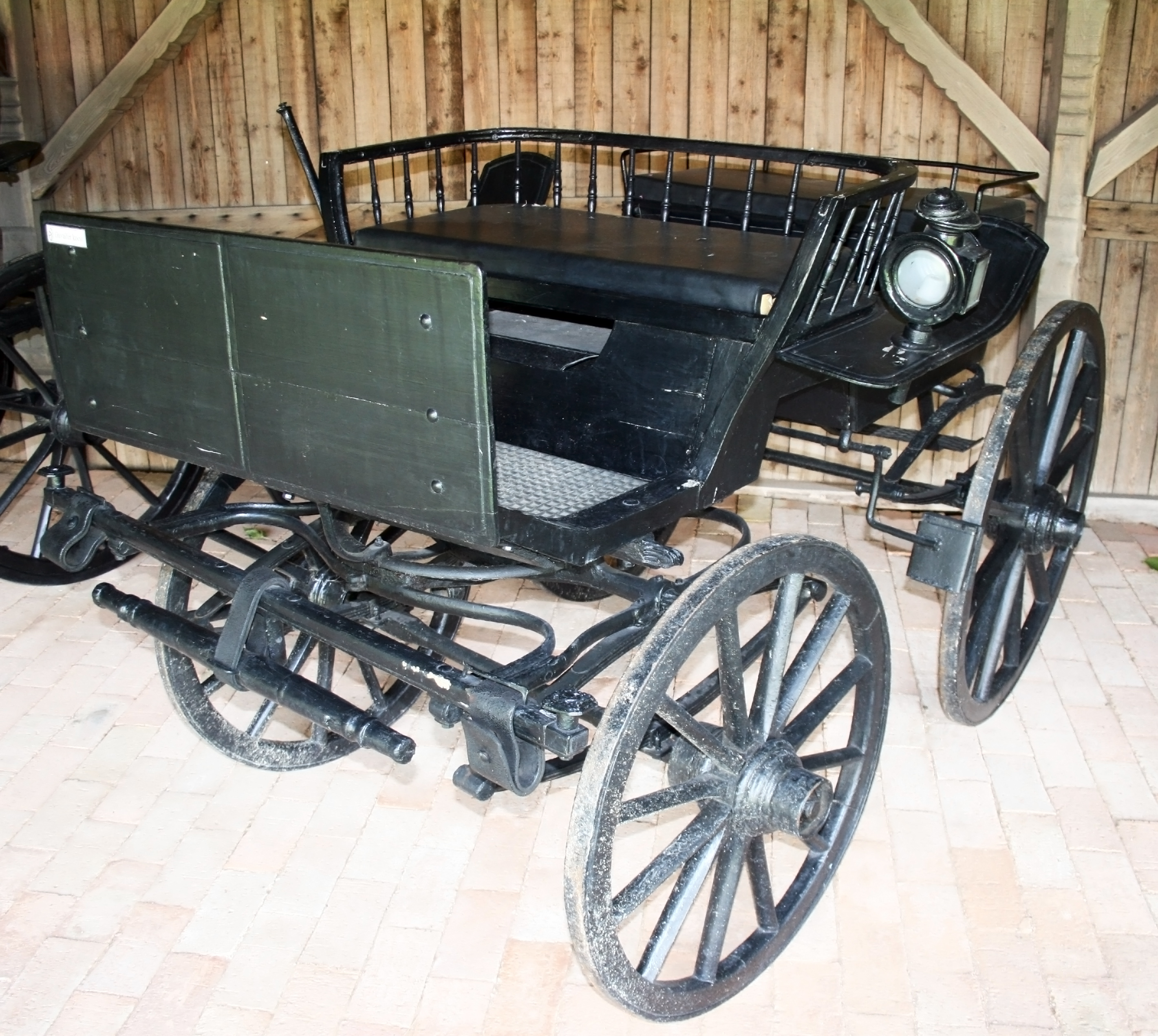
Gavallér-kocsi
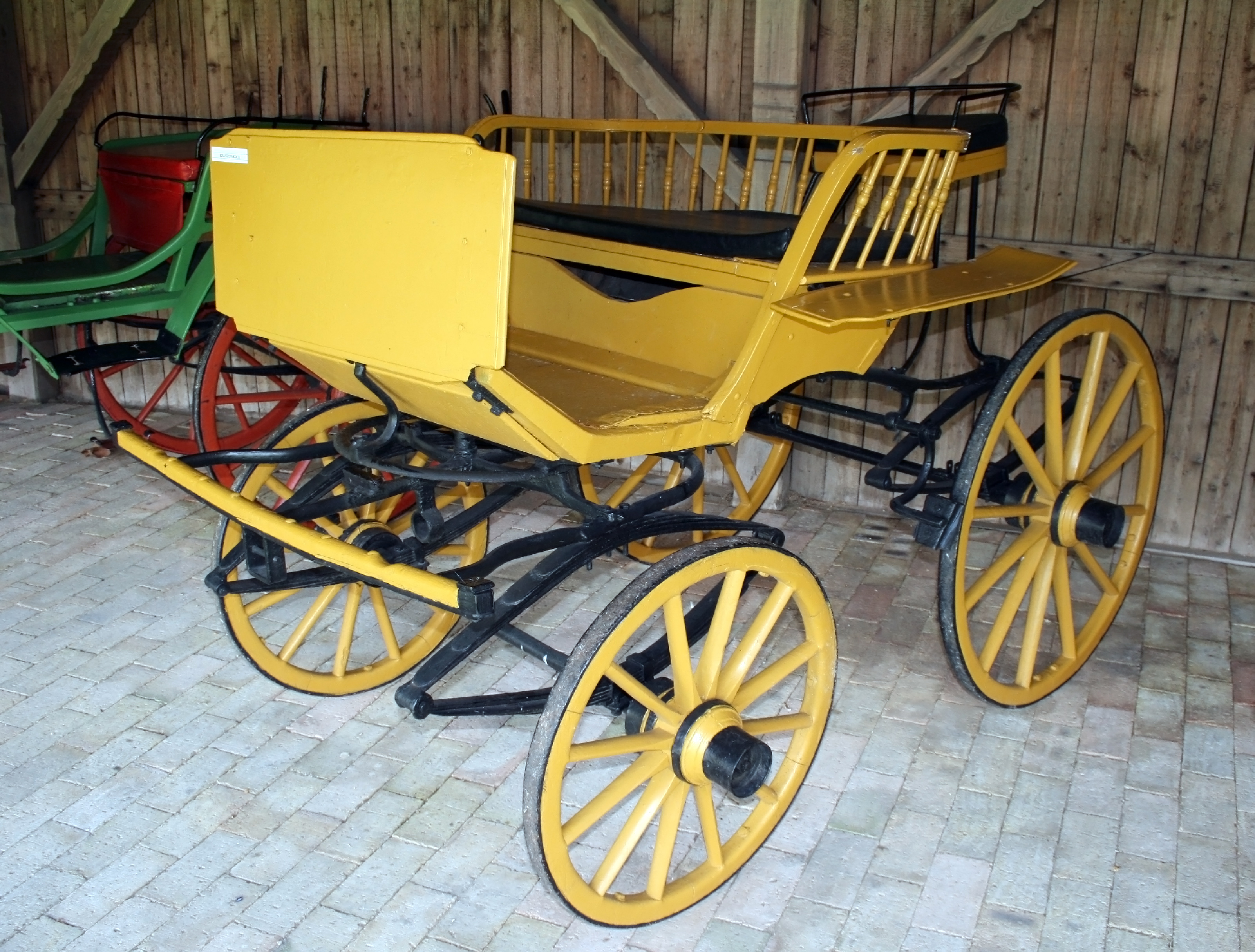
Kisasszony-kocsi
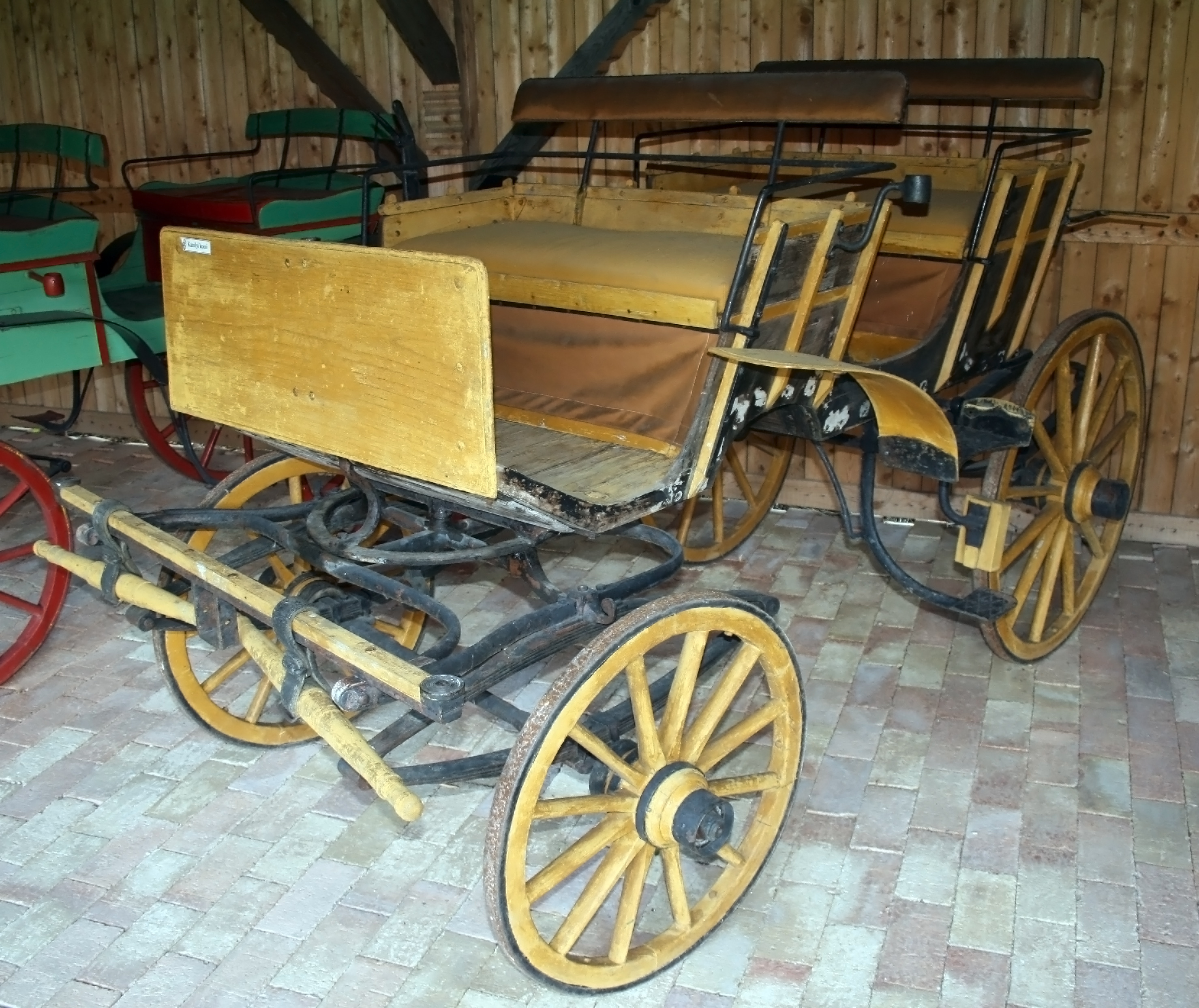
Károlyi-kocsi
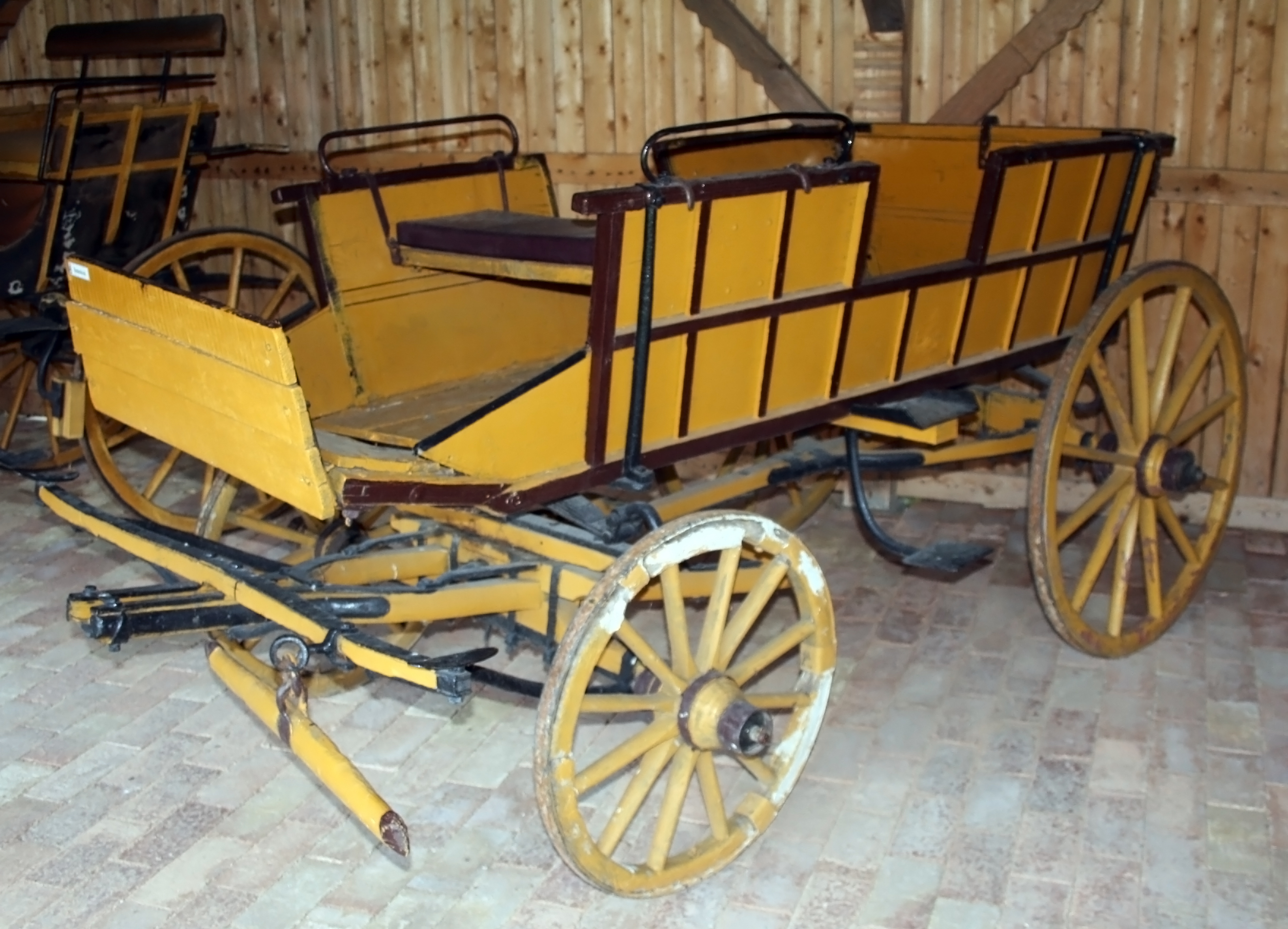
Hentes-kocsi
Tűzoltó-szivattyú
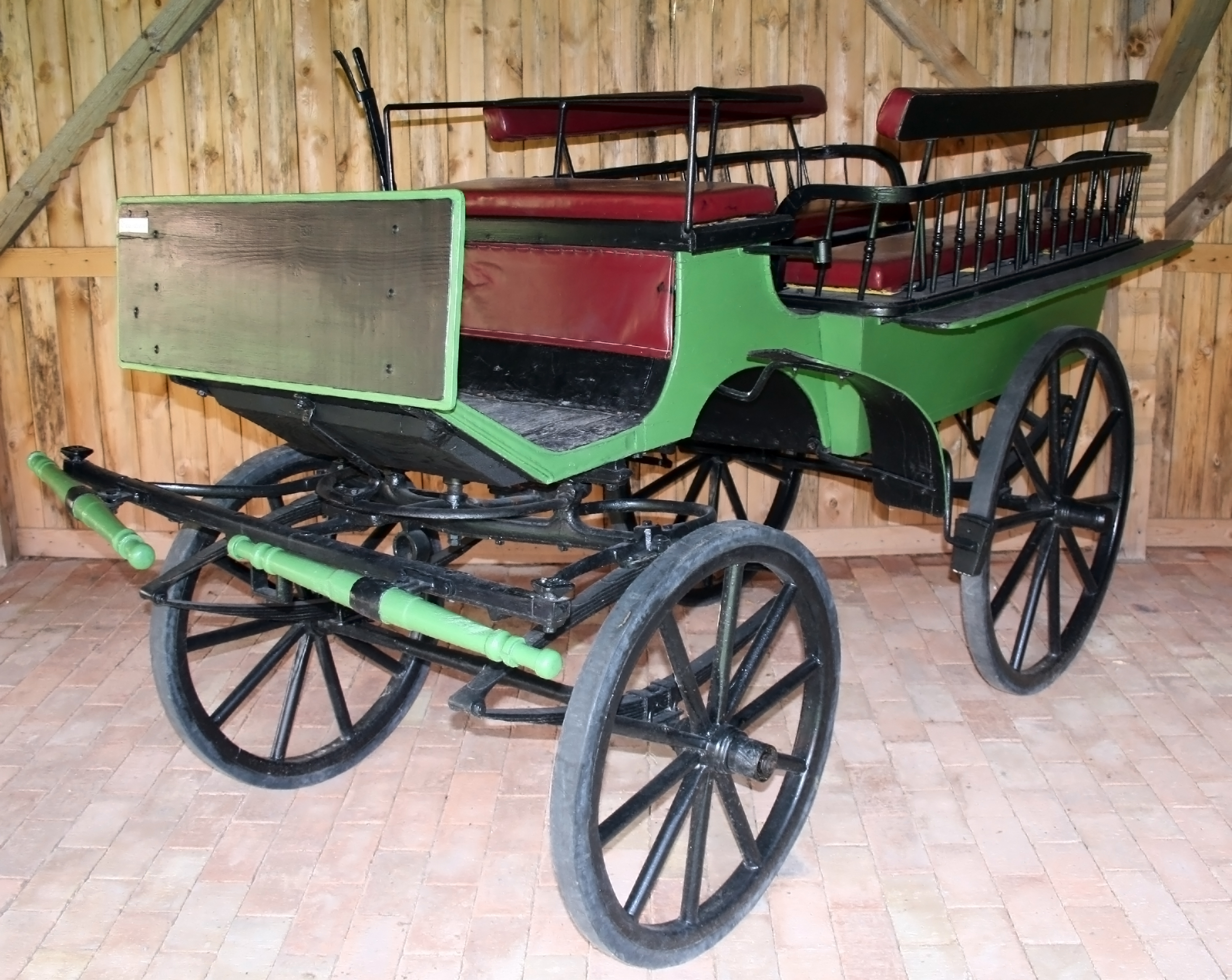
Társas vadászkocsi
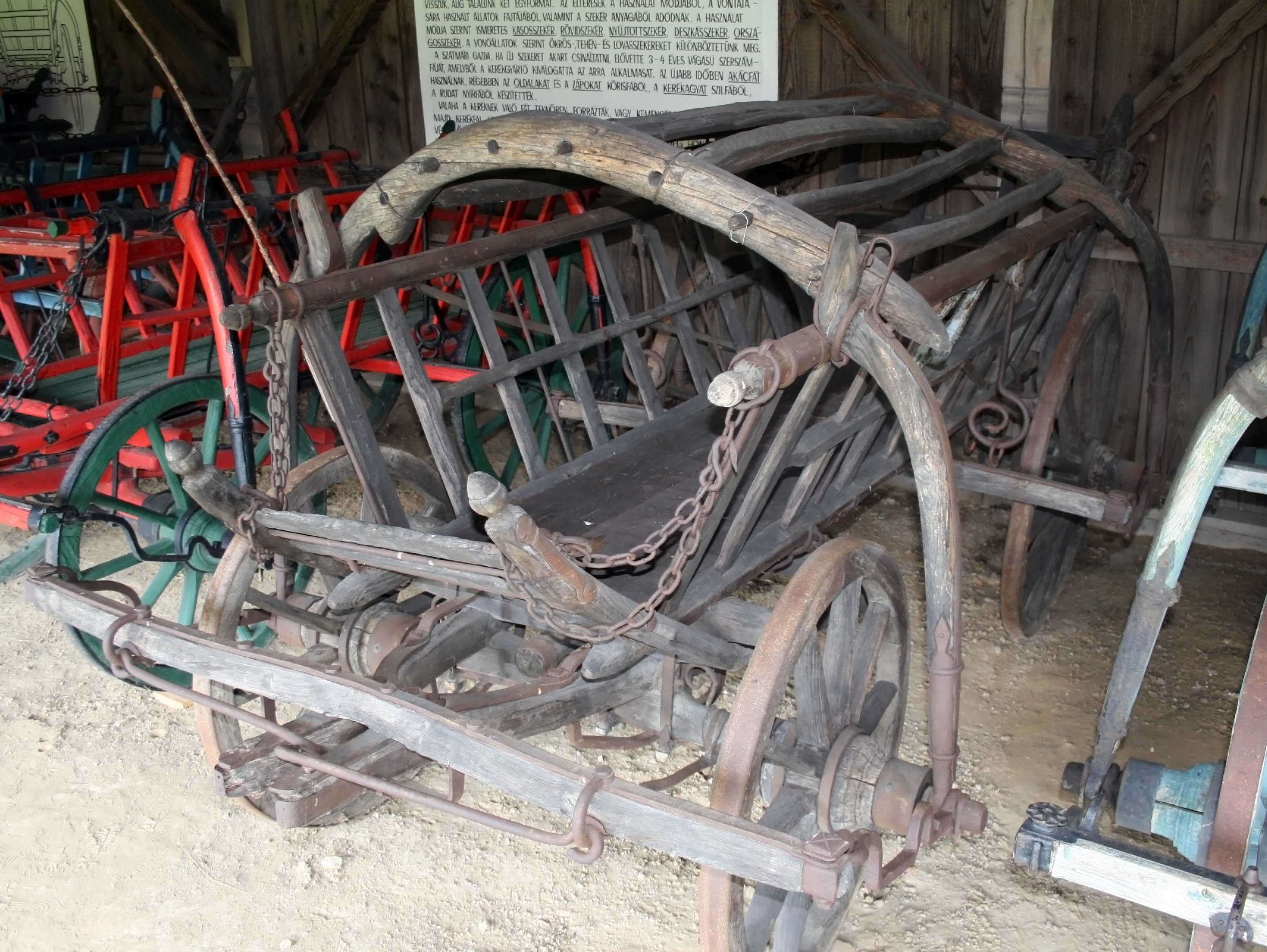
Szatmári szekér
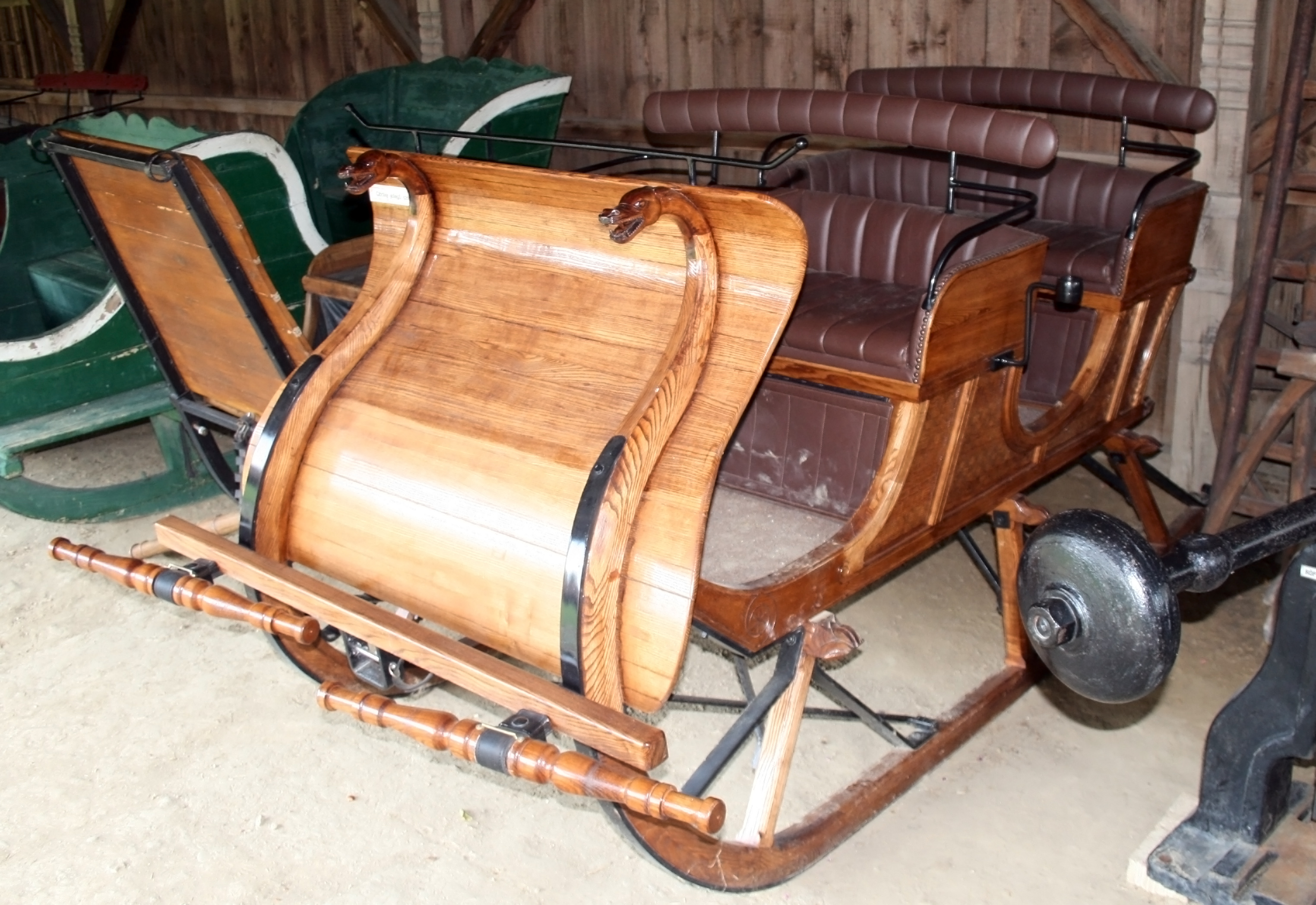
Lóvontatású szán

A kiállítás kiemelkedő darabjai a "kígyóvasalással" ellátott szatmári lőcsös szekerek, homokfutók és speciális kocsik: gavallér kocsi, Károlyi kocsi, társas vadászkocsi, tűzoltó kocsi, hentes kocsi, Kölber-féle félfedeles hintó, a Grassalkovich családtól származó Viktória hintó, Cziráky hintó, faragott barokk halottas hintó.
Az állandó kiállításban látható még a cégénydányádi kovácsműhely, a falusi gazdálkodás eszközei (ekék, boronák, hombárok, magszelelők, darálók, szecskavágók, mérlegek stb.), kerékgyártó műhely, a paraszti méhészet és szőlőművelés eszközkészletét bemutató tárlat.
A főépületben szatmár-beregi fafaragásokat, a szatmári lábbelikészítést, a népi díszítőművészetet és lakásbelsőt bemutató állandó kiállítások láthatóak. Emellett Mátészalka sajtóemlékeiből is látható egy tárlat.
A múzeumban rendszeresen szerveznek időszaki kiállításokat is. 2021-ben Kínában járt magyar fotóművészek munkáiból nyitottak meg egy gazdag kiállítást.
A Szatmári Múzeum kezelésében van az egykori mátészalkai zsinagóga épülete is, amit egyelőre csak kívülről újítottak fel; a múzeum főépületében lehet elkérni a kulcsot a belsejének a megtekintéséhez.

## A Szatmári-Schwartz-ház
A 2010-es években felújították a település neves iparos családjának, a Schwartz, illetve a magyarosítás után Szatmári családnak a lakóházát, ahová még 1888-ban vezették be az elektromos áramot, elsőként az országban. A holokauszt áldozatául esett család házát a múzeum kapta meg és abban három állandó kiállítást alakítottak ki: az innen elszármazott család fiának, Tony Curtisnek az emlékszobáját, egy villamosítás-történeti kiállítást, tekintettel a település ilyen jellegű élenjáró hagyományaira, valamint egy babakiállítást.

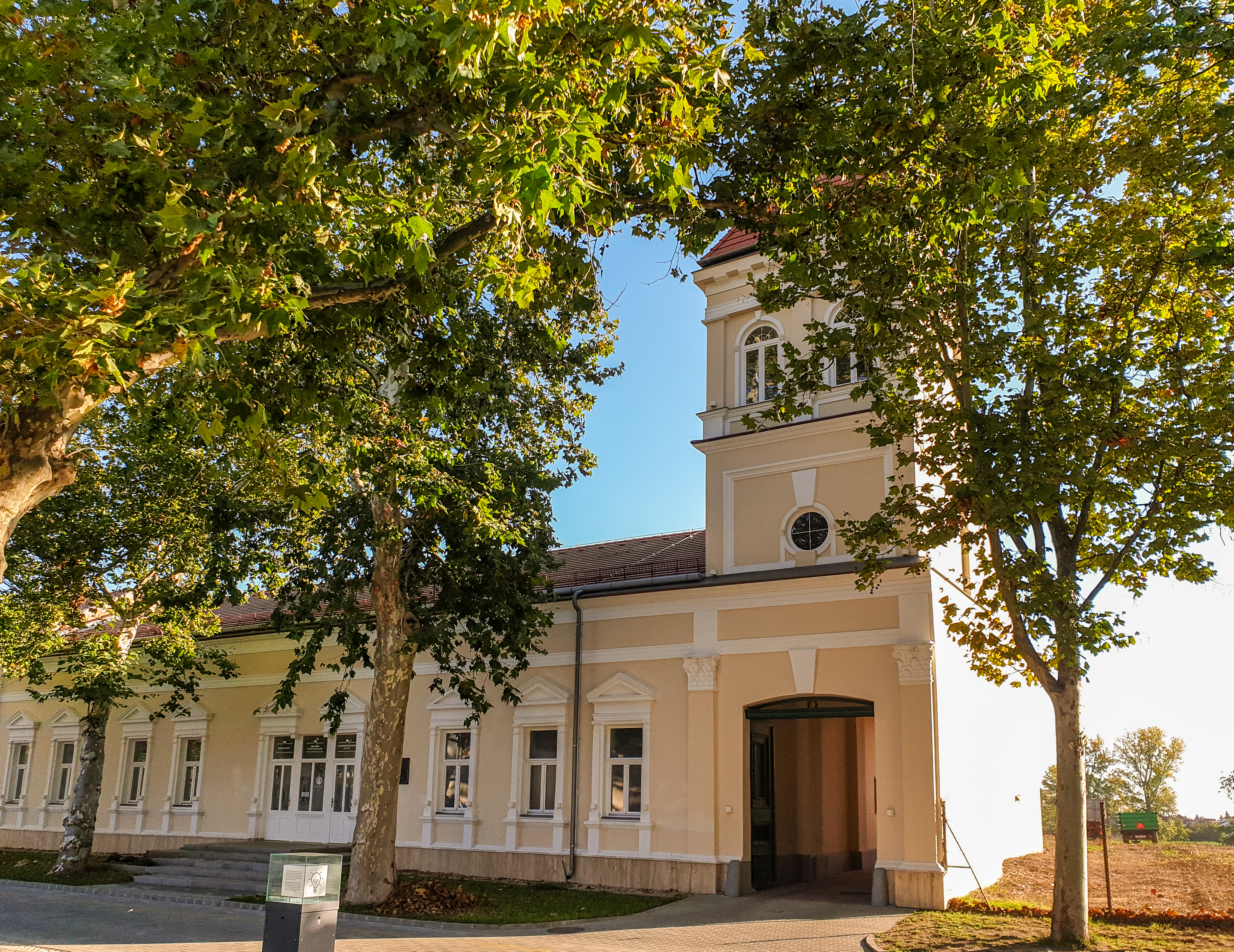
A felújított Szatmári-Schwartz-ház
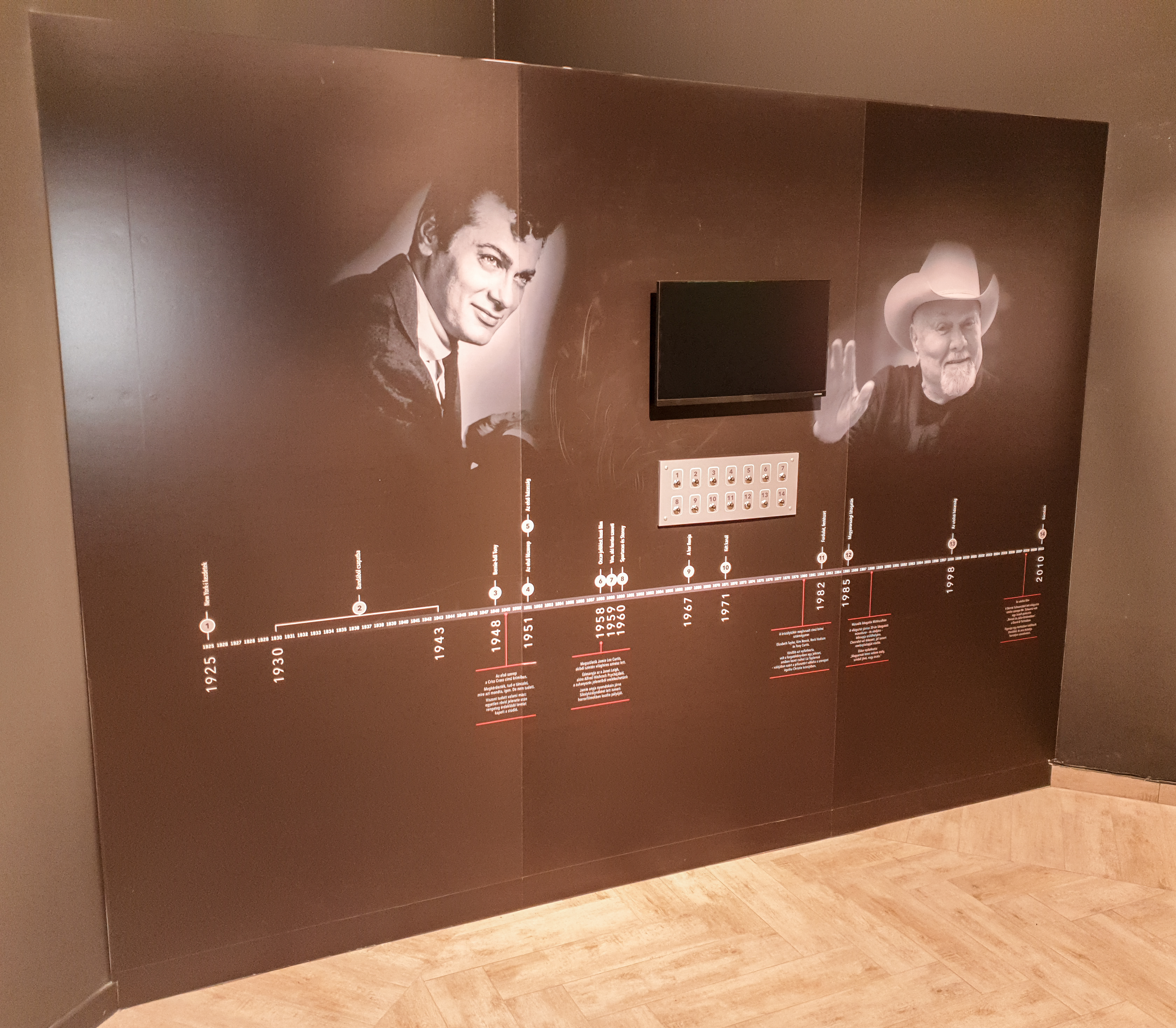
A Tony Curtis emlékszoba filmvetítővel
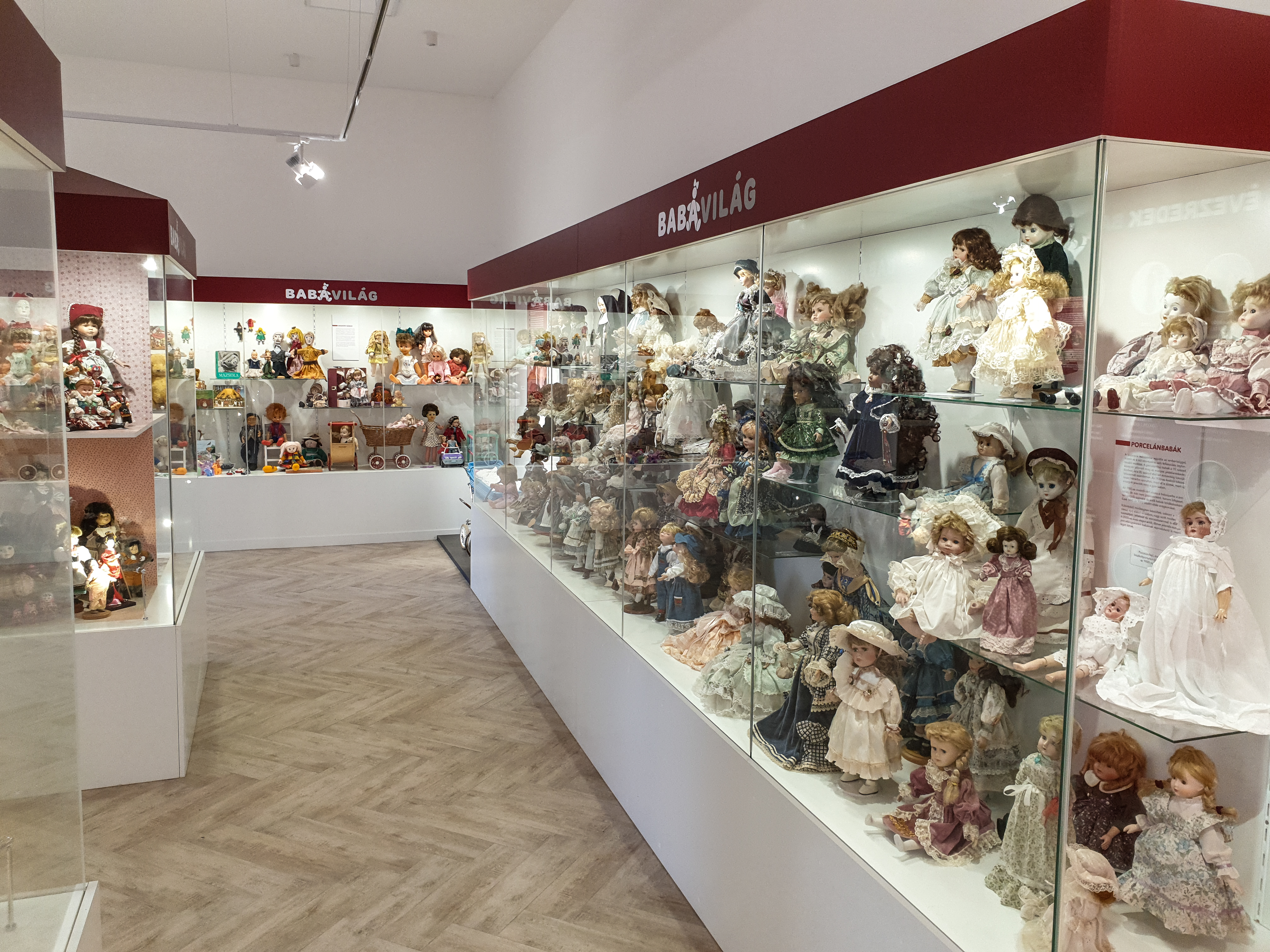
A babagyűjtemény
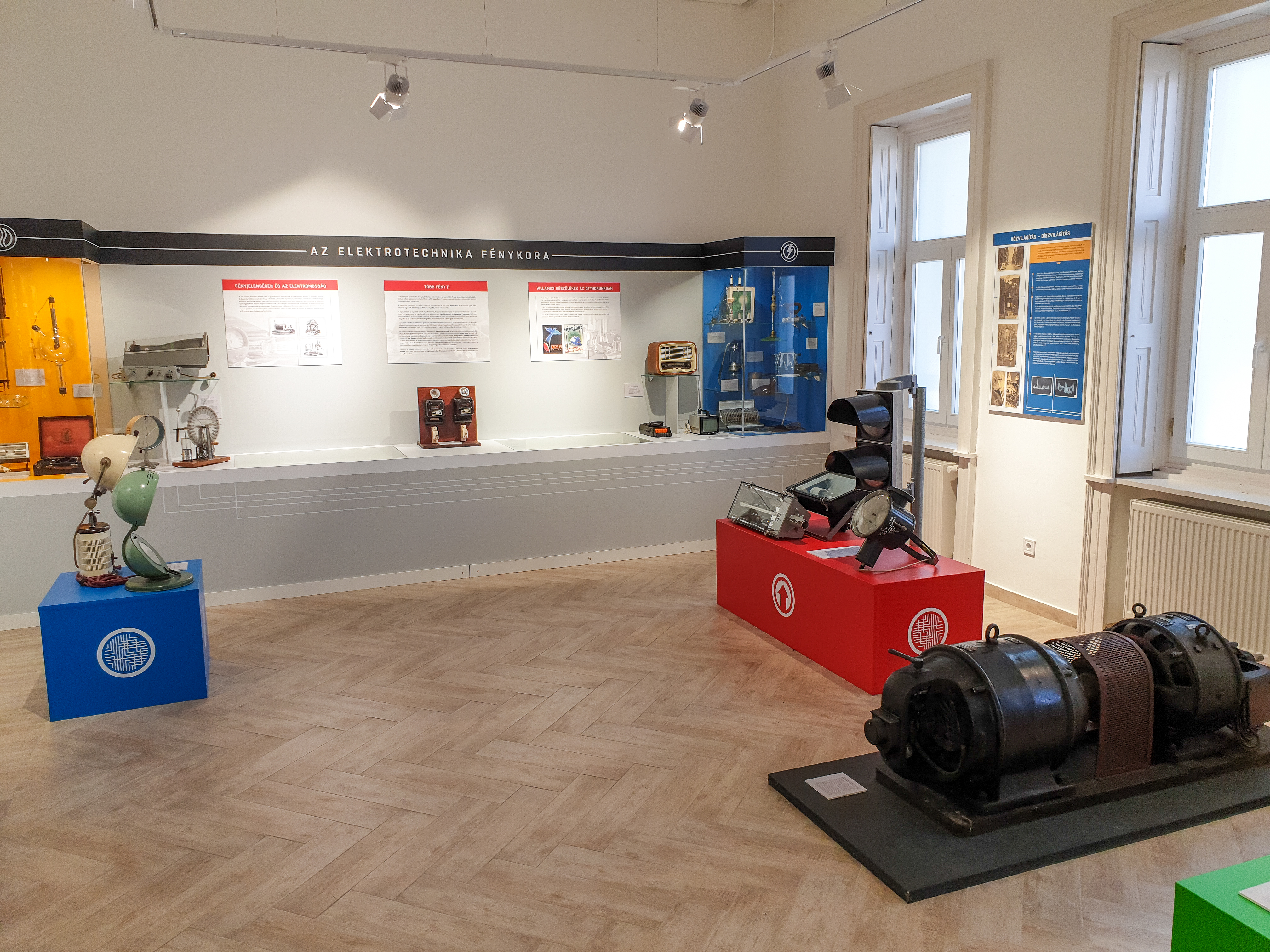
Világítástörténeti kiállítás

## Kapcsolódó szócikk
- Kocs